# Betterave
Beta vulgaris subsp. vulgaris
Pour les articles homonymes, voir Rave, Docteur Betterave et Les Betteraves.
Sous-espèce
La betterave, Beta vulgaris subsp. vulgaris, est une sous-espèce de plantes de la famille des Amaranthaceae, cultivées pour leurs racines charnues, et utilisées pour la production du sucre, comme légume dans l'alimentation humaine, comme plantes fourragères, et plus récemment comme biocarburant avec le bioéthanol. La betterave, plus particulièrement la betterave rouge, est aussi utilisée comme un colorant naturel pour la nourriture et les vêtements

## Botanique
Nom scientifique : Beta vulgaris L.
Famille des Chénopodiacées (selon la classification classique) ou famille des Amaranthacées (selon la classification phylogénétique).
La betterave (2n = 18 chromosomes) est une espèce bisannuelle et allogame à inflorescence en glomérule et à pollinisation principalement anémophile.
Les betteraves cultivées, dicotylédones, apétales, dériveraient de la betterave maritime (actuellement classée comme Beta vulgaris L. subsp. maritima (L.) Arcang.) qui est spontanée sur les rivages maritimes en Europe.

L'espèce Beta vulgaris L. inclut aussi la bette ou poirée, qui était auparavant considérée comme une espèce distincte (Beta cicla (L.) L.).
Les betteraves font l'objet d'études poussées de la part des botanistes, notamment quant à leur système de reproduction, les effets de la sélection naturelle ou agricole ou du changement climatique sur la diversité génétique et le polymorphisme nucléotidique au sein du genre Beta, la gynodioécie au sein des betteraves sauvages, les liens entre polymorphisme pour l'autofécondation et la diversité génétique. Interactions entre formes cultivées et formes marronnes, rudérales ou sauvages du complexe Beta vulgaris.

## Principaux types variétaux cultivés
Il existe de nombreuses variétés, classées différemment selon les types.
- Les betteraves sucrières sont les plus riches en sucres, de couleur blanche et très enterrées. On les classe selon leur rendement en sucre, leur résistance à des maladies telles que la rhizomanie et le rhizoctone brun et leur tolérance aux nématodes.
- Les betteraves fourragères très productives, sont de différentes couleurs, de différentes formes et plus ou moins enterrées. On les classe principalement selon leur teneur en matière sèche.
- les betteraves potagères, également appelées betterave rouge, “racine rouge”..., comprenant de nombreuses variétés parmi lesquelles on peut citer :
  - la crapaudine, variété très ancienne, rustique et tardive,
  - la longue rouge noire des vertus à racine volumineuse, très productive,
  - la noire plate d'Égypte très précoce dont les racines ne sont presque pas enterrées.

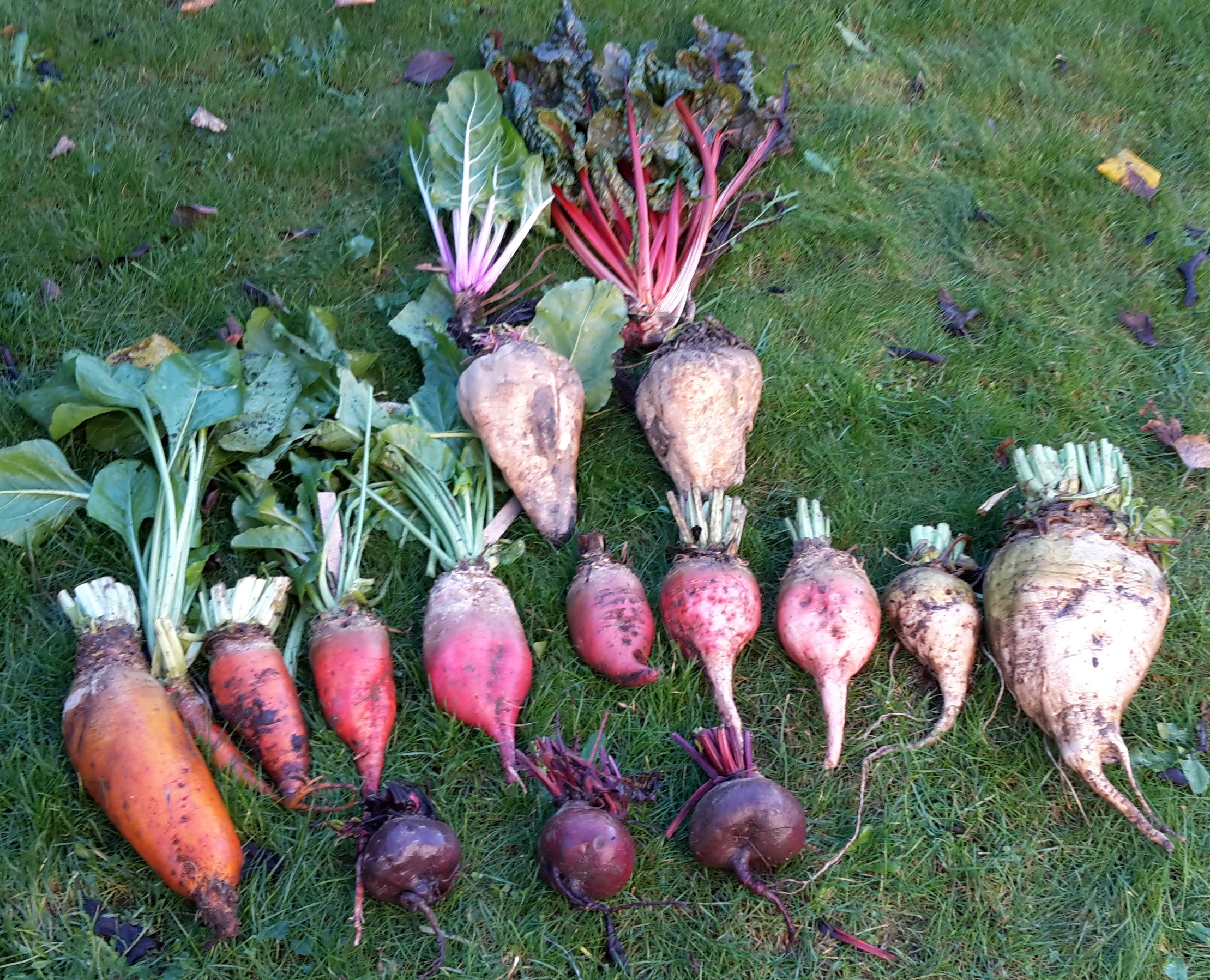
Différents types.
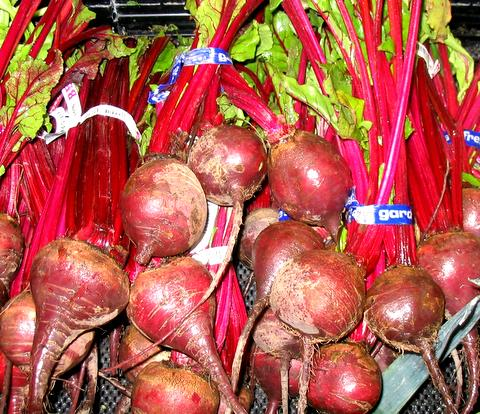
Betteraves rouges.
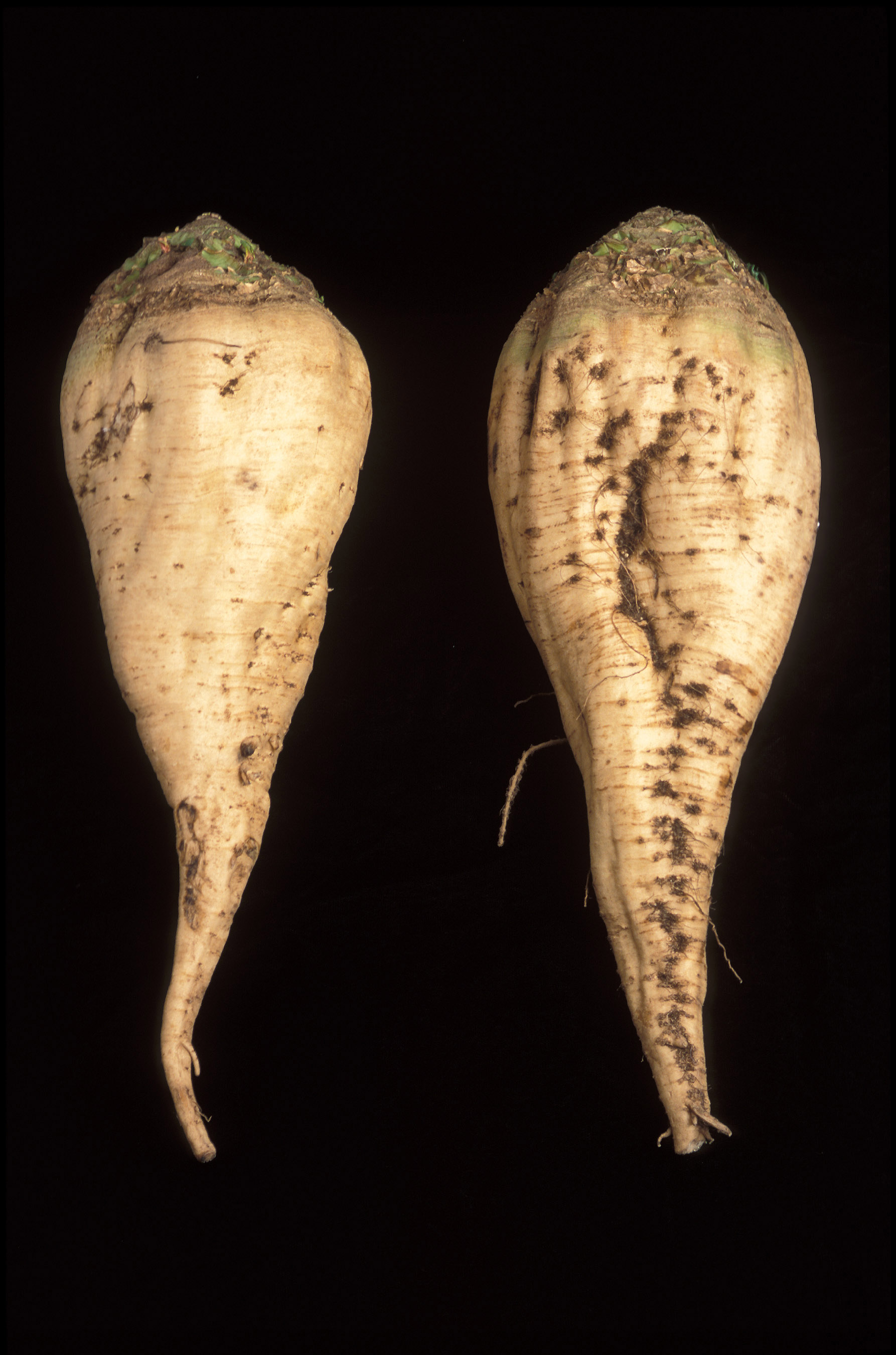
Betteraves à sucre.
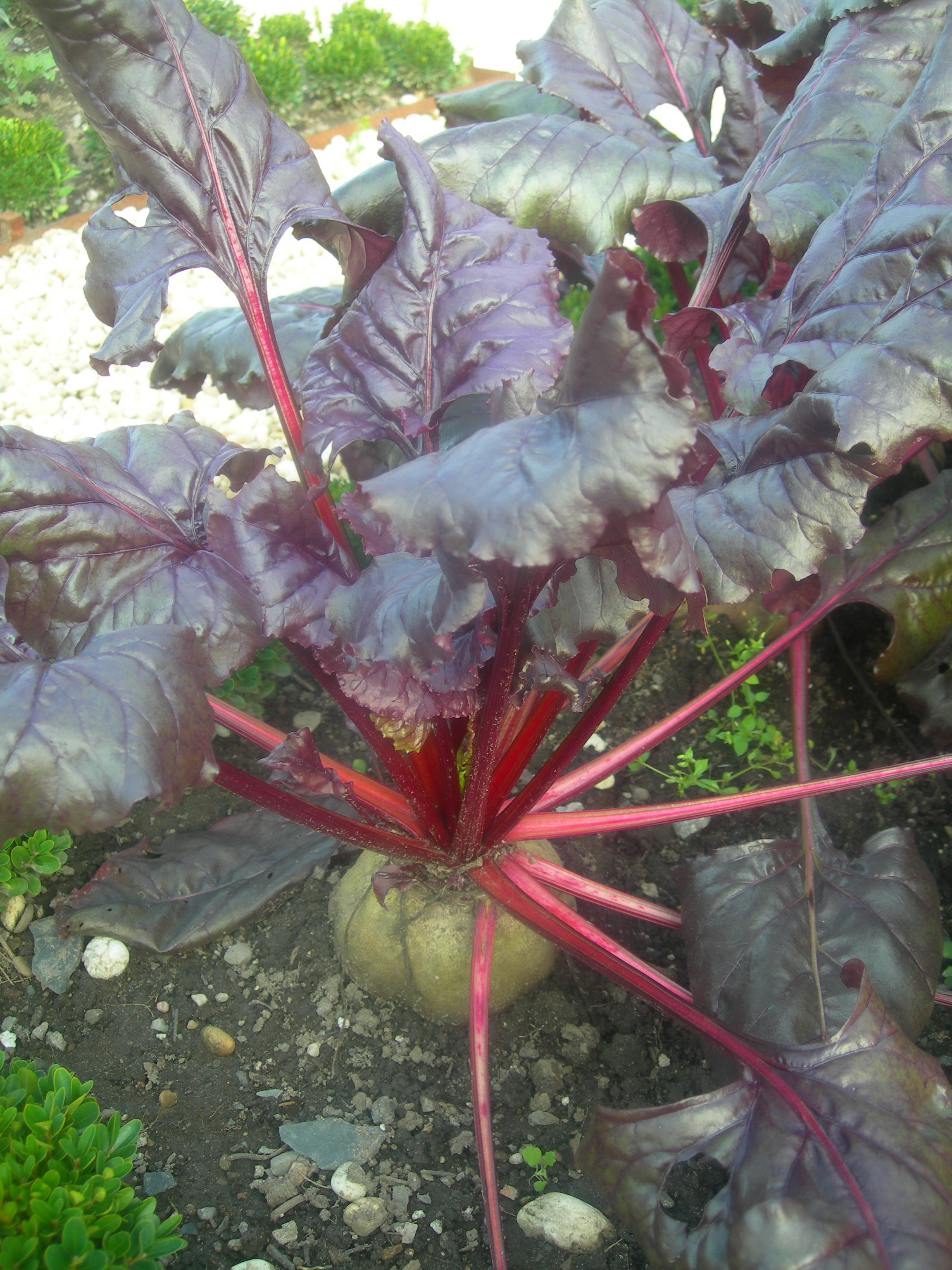
Plant de la betterave (Beta vulgaris).
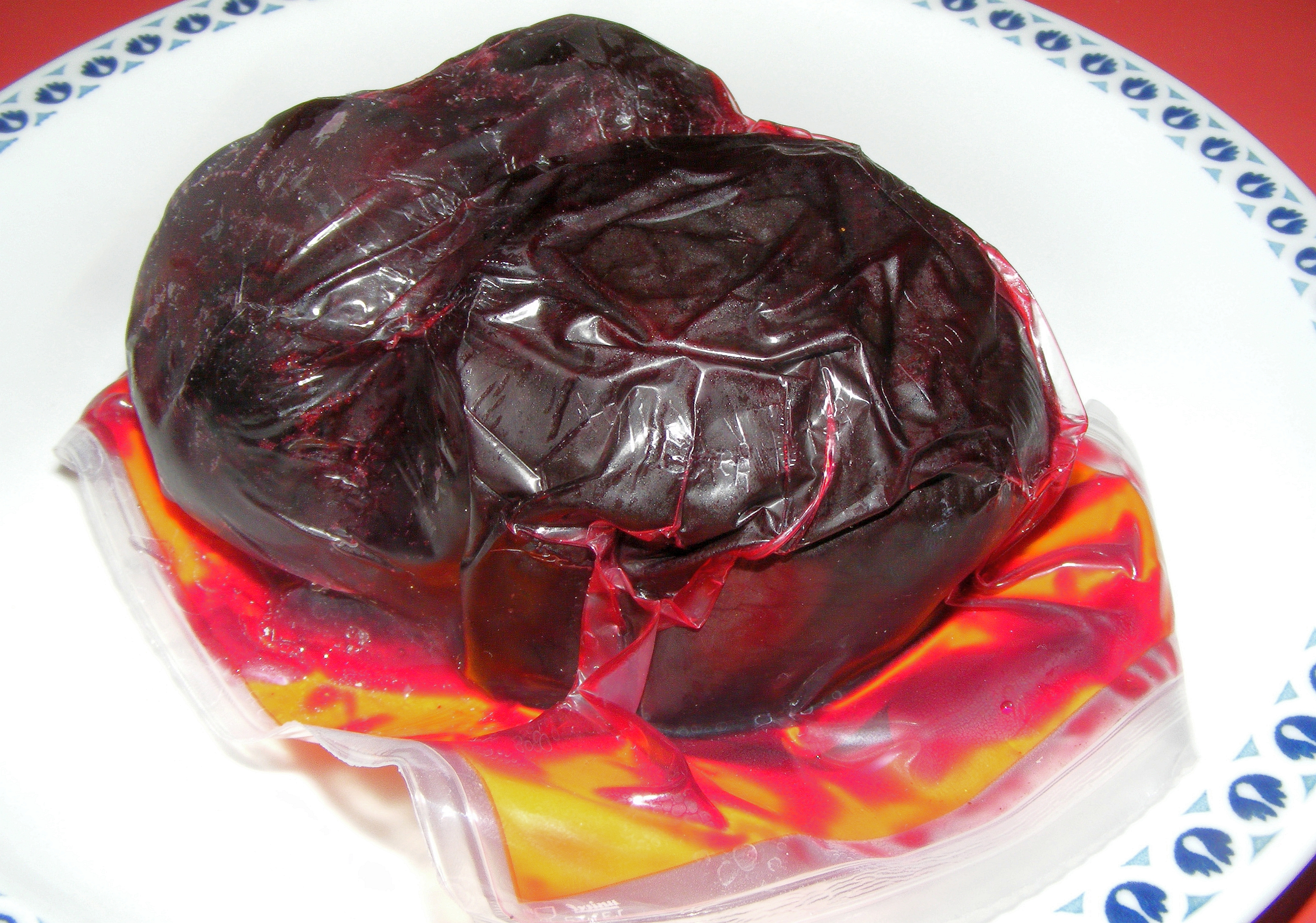
Betteraves rouges précuites.

## Description
La betterave cultivée est une plante bisannuelle :
- première année, phase végétative : développement des feuilles et constitution de la racine charnue, accumulation de réserves en sucre, c'est aussi la phase de culture ;
- deuxième année : montaison et floraison, grenaison. La fécondation est principalement anémophile.

## Utilisations
- Betterave sucrière :  production de sucre, après râpage de la racine, d'abord par extraction du sucre par de l'eau chaude ; les betteraves râpées dont on a extrait le sucre constituent un sous-produit, la pulpe de betterave, qui est déshydratée par pression puis par chauffage et qui sert à nourrir le bétail. Puis le jus de betterave est purifié, concentré puis soit fermenté pour être distillé et donner de l'alcool, soit par cuisson, cristallisé et séparé de ses impuretés qui forment la mélasse qui contient encore 50 % de sucre ; la mélasse est utilisée surtout pour la fabrication d'alcool ou est incorporée à la pulpe de betteraves pour l'alimentation de bétail. Très accessoirement, elle peut servir à la production de levure de boulangerie ; les collets et les feuilles servent pour l'alimentation du bétail ou sont restitués au sol (engrais vert).

- Betterave fourragère : alimentation animale ; la plante entière est consommée, principalement par les ruminants. Récoltée et stockée en silos elle est distribuée en hiver surtout aux vaches laitières mais également aux taurillons, aux ovins, aux caprins et aux porcins qui la valorisent très bien dans leur alimentation. Elle n'est pas impropre à la consommation humaine, son goût est plus ou moins prononcé selon les variétés. Elle peut être consommée crue comme les carottes râpées, ses pétioles et ses feuilles cuites accompagnent très bien les plats en sauce ou les soupes.

- Betterave potagère (betterave rouge) : alimentation humaine, généralement cuite de manière industrielle, colorant alimentaire (racine riche en bétalaïnes). La betterave peut être consommée crue, râpée dans une salade par exemple, mais se mange généralement cuite. On la cuit entière (à l'eau, à la vapeur ou au four) pour l'utiliser assaisonnée comme hors-d'œuvre, soit en salade avec pomme de terre et mâche ou encore en salade avec des endives. On la cuit à la casserole, taillée de diverses façons, pour la consommer en légume d'accompagnement (bortsch, compotée avec des oignons et relevée au vinaigre, en purée, braisée à la bière, etc.). La betterave rouge peut aussi se cuisiner en dessert. La betterave rouge est aussi utilisée comme remède de grand-mère dans le traitement des kystes[4].

## Propriétés
Les racines de Beta vulgaris contiennent une quantité significative de vitamine C et les feuilles sont une source de vitamine A. Elles sont également sources de fibres, d'acide folique et d'antioxydants. Les racines sont également riches en bétaïne (N, N, N-triméthylglycine).
La betterave est riche en nitrates qui se transforment en nitrites grâce à des bactéries de la bouche. Ces nitrites sont impliqués dans la vasodilatation et la fluidification du sang, ce qui améliore l'afflux de sang dans certaines zones du cerveau qui, avec le temps, sont moins perfusées. Une dose quotidienne de jus de betterave peut potentiellement prévenir la démence et la baisse cognitive en améliorant cet afflux sanguin cérébral.
Une tasse  (225,8 grammes)  de betteraves émincées contient :
- 31 kcal (130 kJ)
- 8,5 g d'hydrates de carbone
- 1,5 g de fibres alimentaires
- 53,2 µg de vitamine B9
- 32 mg de phosphore
- 259 mg de potassium
- 1,5 g de protéines.

## Économie
La culture occupe environ 7 millions d'hectares dans le monde, surtout en Europe du Nord et aux États-Unis ;
Production mondiale (FAO 2002) :
- Betterave sucrière : 246,5 millions de tonnes, dont 120 pour l'Union européenne ;
- Betterave fourragère : 10 millions de tonnes.

La France est le premier producteur mondial de sucre de betteraves. Cette culture est concentrée dans le Nord du pays.
Dans l'Union européenne, la culture de la betterave sucrière est réglementée dans le cadre de la politique agricole commune. Chaque pays dispose d'un quota de production autorisé en dessous duquel le prix est garanti, à un niveau supérieur au cours mondial. Depuis 2017 les quotas en sucre ont été supprimés, et leur suppression a été suivie par une baisse mondiale du prix du sucre et une augmentation des surfaces de betterave cultivées en France et en Europe.

## Histoire
L'aire d'origine de l'espèce Beta vulgaris se trouve en Mésopotamie et c'est vraisemblablement là que les premières cueillettes ont eu lieu lors de la sédentarisation des hommes.
La betterave est connue comme légume depuis l'Antiquité[réf. nécessaire]. Les premières traces écrites d'utilisation comme plante médicinale nous viennent des Grecs tels que Dioscoride, Galien, Hippocrate, Théocrate au Ve siècle av. J.-C.
Les principales variétés de betterave ont été décrites au Moyen Âge, notamment par Matthiole. L'origine de l'utilisation alimentaire des racines de betterave semble se situer dans la grande plaine qui s'étend de l'Allemagne à la Russie.
En 1600, Olivier de Serres écrit dans Le Théâtre d'agriculture et mesnage des champs :

« Une espèce de pastenades est la bette-rave, laquelle nous est venue d'Italie n'a pas longtemps. C'est une racine fort rouge, assez grosse, dont les feuilles sont des bettes, et tout cela bon à manger, appareillé en cuisine : voire la racine est rangée entre les viandes délicates, dont le jus qu'elle rend en cuisant, semblable à sirop de sucre, est très beau à voir pour sa vermeille couleur. »

Il chercha le premier à extraire le sucre des betteraves mais n'a pas réussi à trouver un processus rentable.
En 1747, un Allemand, Andreas Sigismund Marggraf, avait réussi à extraire le sucre de la betterave. Son élève, le professeur Achard, met cette découverte au profit de l'Académie prussienne. Cette initiative débouche en mars 1802 sur la mise en service de la première fabrique de sucre de betteraves au monde à Künern-les-Winzig (ancien nom de Konary) en Silésie, la production est artisanale : 70 kg de betteraves sont traités tous les jours, donnant environ 2 kg de sucre.
Le 21 novembre 1806 constitue une date charnière pour l'économie sucrière européenne. Pour répondre au blocus imposé par les armées britanniques sur les ports français, Napoléon Ier instaure le blocus continental : toutes les marchandises britanniques sont dès lors prohibées sur le sol français, ce qui inclut le sucre de canne provenant des Antilles. Pour compenser la soudaine pénurie de sucre de canne, l'empereur décide de soutenir activement la production de betteraves sucrières. En quelques années, de nombreuses usines de transformation sont créées.
La première extraction industrielle de sucre fut l'œuvre d'un Français, Benjamin Delessert, en 1812.
Lorsque le blocus est levé, le sucre de canne des colonies inonde à nouveau le marché. Sous le poids de la concurrence, l'industrie naissante accuse le coup. Un grand nombre de sucreries ferment leurs portes après avoir subi d'importantes pertes. L'abolition de l'esclavage, en 1848, engendre une forte hausse du prix du sucre de canne et une diminution de sa production. Les betteraviers en profitent. D'autant que les sucreries améliorent progressivement leurs rendements grâce à la construction de grosses unités de production.
La betterave fourragère s'est fortement développée en Europe au milieu du XXe siècle pour atteindre près d'un million d'hectares en France au lendemain de la Seconde Guerre mondiale. Elle a fortement régressé depuis au profit du maïs ensilage pour l'alimentation hivernale des bovins.
Plus récemment, la betterave sucrière est utilisée pour produire du bioéthanol et son utilisation est en cours de développement pour la production de biogaz.
Les betteraves cultivées couvrent aujourd'hui[Quand ?] près de 400 000 ha en France.

## Symbolique
Le nom de la betterave est attribué au 4e jour du mois de brumaire du calendrier républicain ou révolutionnaire français, généralement chaque 25 octobre du calendrier grégorien.